# روجر أوريول
روجر أوريول (بالإسبانية: Roger Oriol)‏ هو منافس ألعاب قوى إسباني، ولد في 25 مايو 1957.